# Карлос-Касарес
Карлос-Касарес (исп. Carlos Casares) — город в Аргентине в провинции Буэнос-Айрес. Административный центр муниципалитета Карлос-Касарес.

## История
Населённый пункт образовался в 1888 году после того, как через эти земли прошла железная дорога и была построена железнодорожная станция, вокруг которой начал расти посёлок. Станция получила своё название в честь бывшего губернатора провинции Буэнос-Айрес Карлоса Касареса.
За счёт иммиграции население росло очень быстро, и уже в 1907 году был образован отдельный муниципалитет, власти которого разместились именно в Карлос-Касаресе.

## Известные уроженцы
- Селия Алькантара (1920—2005) — адвокат, писательница и сценаристка, произведения которой были многократно экранизированы